# Prieuré Saint-Pierre-et-Saint-Paul d'Abbeville
Le prieuré Saint-Pierre-et-Saint-Paul d'Abbeville ne doit pas être confondu avec la chapelle Saint-Pierre-et-Saint-Paul d'Abbeville qui en était l'église prieurale.
Le prieuré Saint-Pierre-et-Saint-Paul d'Abbeville était un prieuré clunisien fondé à Abbeville en 1075 et disparu à la fin du XVIIIe siècle.

## Histoire

### Fondation du prieuré Saint-Pierre
En 1075, Guy Ier de Ponthieu fonda un prieuré. En 1100, grâce à un don du roi de France Philippe Ier, le prieuré fut installé à Abbeville. Le territoire donné par le roi était autrefois occupé par un château (castrum) mais situé à l'extérieur des remparts. Le comte Guy de Ponthieu fit don au prieuré de la seigneurie de Barly près de Labroye.
La fondation du prieuré fut confirmée par l'évêque Geoffroy d'Amiens, en 1106. Le prieuré fut affilié dès l'origine à l'abbaye de Cluny.

### Apogée du monastère
Le prieuré fut dédié à saint Pierre et saint Paul, selon la dévotion clunisienne.  De nombreuses églises furent bâties sur les terres du prieuré par les moines clunisiens. Trois autres prieurés étaient dans la dépendance de Saint-Pierre-et-Saint-Paul d'Abbeville : le prieuré du Saint-Esprit d'Abbeville qui était en fait un hôpital, le prieuré Saint-Denis d'Amiens qui servait surtout de résidence au prieur d'Abbeville quand il séjournait dans la cité épiscopale et le prieuré Saint-Michel de Doullens.
Au XIIIe siècle, le monastère fut englobé dans la nouvelle ceinture de rempart, au centre d'un vaste enclos sur le territoire de la vicomté de Saint-Pierre, sur lequel les moines exercèrent une juridiction jusqu'au début du XIVe siècle. 
Les moines détruisirent l'église romane alors en place pour la remplacer par une église gothique. Le prieuré d'Abbeville était l'un des plus importants des prieurés clunisiens par le nombre de moines, on en comptait plus d'une vingtaine et même une quarantaine durant la période prospère de l'ordre.

### Déclin du prieuré
Le prieuré est parvenu à garder, pendant tout le Moyen Âge, malgré la guerre de Cent Ans, une certaine prospérité. Cependant, son évolution suivit celle de l'ordre de Cluny à partir de la seconde moitié du XIIIe siècle. En 1350, le prieuré comptait encore 25 moines, il n'en comptait plus que 15 en 1460.

### Disparition du prieuré
Au XVIIIe siècle, le prieuré fut démoli dans sa totalité et reconstruit. L'église fut reconstruite en style néo-classique de 1774 à 1777 sur les plans de François II Franque, architecte du roi Louis XV.
Les bâtiments conventuels furent eux aussi reconstruits. Le décret du 13 février 1790, interdisant les vœux monastiques et supprimant les ordres religieux réguliers, le prieuré d'Abbeville fut supprimé.
De 1818 à 1905, les Ursulines occupèrent le prieuré. En 1918, la Croix-Rouge française y installa un hôpital.

## Vestiges
L'église du XVIIIe siècle est fermée au public. Les façades et les toitures du corps de logis ainsi que l'église sont  inscrites à l'inventaire des monuments historiques. Certains des vestiges de l'église Saint-Jacques d'Abbeville détruite début 2013 y sont entreposés.
Les bâtiments subsistant de l’ancien prieuré, corps de logis en brique et pierre datant du XVIIIe siècle sont occupés par un lycée privé pour partie et par la bibliothèque municipale.

## Prieurs
- Henri de Mesmes (°1666-†1721), licencié de Sorbonne, abbé de la Valroy, de Hambye, prieur de Saint-Denys de l'Estrée et de Saint-Pierre d'Abbeville[9].
- Antoine-René de La Roche de Fontenille, chanoine de la cathédrale Notre-Dame de Paris, évêque de Meaux en 1737, mort le 7 janvier 1759. Il était également abbé de Saint-Faron de Meaux et de l'abbaye d'Auberive en 1731.

## Pour approfondir